# Ciklon u Urugvaju 2005.
Dana 23. i 24. kolovoza 2005. Urugvaj je pogodio niz snažnih oluja odnosno ciklona nošenih vjetrovima brzine 200 kilometara na sat.
Oluja je započela 23. kolovoza u ljetovalištu Kiyú – Ordeig u departmanu San José te se u vrlo kratkom vremenu premjestila iznad malog industrijskog grada Juanicóa u departmanu Canelones.
Zbog vjetrova bržih i od 200 kilometara na sat, na području cijele zemlje bila je prijavljena velika šteta. U udaru ciklona poginulo je 8 ljudi, što je do tada bila najsmtronosnija prirodna nepogoda koja je ikad pogodila Urugvaj.
Cijeli ciklon nastao je na području vrlo niskog tlaka zraka (ciklone) od 980 hPa. Ciklon je bio stupnjevan kao snažni tropski ciklon.
Nakon udara ciklona, dobrovoljci i pripadnici Ujedinjenih Naroda su se nekoliko mjeseci zadržali u pogođenim područjima te ponudili privremeni smještaj, hranu, vodu i osnovne životne potrepštine.

## Pogledajte još
- Ciklon u Urugvaju 2012.